# Dynastor pharnaces
Dynastor pharnaces är en fjärilsart som beskrevs av Hans Ferdinand Emil Julius Stichel 1907. Dynastor pharnaces ingår i släktet Dynastor och familjen praktfjärilar. Inga underarter finns listade i Catalogue of Life.